# Diana Peñuela
Diana Peñuela, née le 8 septembre 1986 à Manizales est une coureuse cycliste colombienne, membre de l'équipe DNA. Elle a débuté en cyclisme à 24 ans, après avoir pratiqué le roller en compétition. Peñuela est sacrée championne de Colombie sur route en 2022 et en 2023 et championne de Colombie du contre-la-montre en 2024 et 2025.

## Palmarès

### Par année
- 2013
  - 3e de la course sur route des Jeux bolivariens (en)
- 2014
  - 2e du championnat de Colombie sur route
  - 3e de la course sur route des Jeux sud-américains
- 2015
  - 2e du championnat de Colombie sur route
- 2017
  - 1re étape du Tour de Colombie
  - 2e de la course sur route des Jeux bolivariens
  - 2e du championnat de Colombie sur route
- 2018
  - 1re étape de la Joe Martin Stage Race
  - 5e étape du Tour of the Gila
  - 3e de la Winston-Salem Cycling Classic
- 2020
  - 3e du championnat de Colombie du contre-la-montre
- 2021
  - 3e du championnat de Colombie sur route
- 2022
  -  Championne de Colombie sur route
  - Tour de Colombie : 
    - Classement général
    - 1re, 2e, 3e et 4e étapes
- 2023
  -  Championne de Colombie sur route
  - 1re, 2e et 3e étapes du Tour de Colombie
  -  Médaillée d'argent du contre-la-montre aux Jeux d'Amérique centrale et des Caraïbes
  - 2e du championnat de Colombie du contre-la-montre
  - 2e du Tour de Colombie
- 2024
  -  Championne de Colombie du contre-la-montre
  - 2e du championnat de Colombie sur route
- 2025
  -  Championne de Colombie du contre-la-montre
  - Vuelta al Tolima : 
    - Classement général
    - 2e et 3e étapes

  - Tour de Colombie : 
    - Classement général
    - 1re, 3e, 5e et 6e étapes

  - 2e du championnat de Colombie sur route

### Classements mondiaux
| Année                                 | 2012 | 2013 | 2014 | 2015 | 2016 | 2017 | 2018 | 2019 | 2020 | 2021 | 2022 | 2023 | 2024 |
| ------------------------------------- | ---- | ---- | ---- | ---- | ---- | ---- | ---- | ---- | ---- | ---- | ---- | ---- | ---- |
| Classement UCI                        | 158e | 451e | 154e | nc   | 205e | 494e | 111e | 451e | 471e | 295e | 147e | 122e | 139e |
| UCI World Tour                        |      |      |      |      | 113e | nc   | 204e | 191e | 139e | nc   | nc   | nc   | nc   |
|                                       |      |      |      |      |      |      |      |      |      |      |      |      |      |
| Légende : nc = non classéSource : UCI |      |      |      |      |      |      |      |      |      |      |      |      |      |